# Степное (Гурьевский городской округ)
Степное — посёлок в Гурьевском городском округе Калининградской области. До 2014 года входило в состав Храбровского сельского поселения.

## История
Поварбен был основан в 1396 году. Около 1540 года населенный пункт назвался Поарбен. В 1575 году имением владе род фон Хаузенов, в 1785 году — Карл Якоб фон Будденброк.
5 августа 1930 года имение приобрел Пауль Герхард Гэрц.
В 1946 году Поварбен был переименован в поселок Степное.

## Население
| 2002 | 2010 |
| ---- | ---- |
| 23   | ↘10  |

В 1910 году в Поварбене проживало 114 человек.